# 贝尔韦尔
贝尔韦尔是葡萄牙波塔莱格雷区的一个堂区。总面积69.71平方公里，总人口900人，人口密度12.9人/平方公里。